# Elizabeth W. Crandall
Elizabeth "Liz" Walbert Crandall (18 de enero de 1914 – 9 de noviembre de 2005) fue una académica, economista doméstica, autora, ecologista, activista de derechos de las mujeres, y feminista estadounidense Durante su carrera académica, fue una profesora , presidenta del Departamento, y decana de la Universidad de Economía doméstica en la Universidad de Rhode Island, y escribió textos y artículos en el campo de economía doméstica. Después de jubilarse, ella y su marido se reubicaron en Brunswick, Maine, donde devino activa ambiental y sobre las causas de las mujeres. Fue inducida a la sala de las Mujeres de Maine de Fama en 1996.

## Educación y vida tempranas
Elizabeth Walbert nació en Columbus, Kansas, de Stanley y Edna Walbert. Tenía cuatro hermanas. Concurrió a la Kansas Universidad Estatal, donde fue miembro de Zeta Tau Alfa y ganó su B.S. y M.S. en administración de recursos y en economía familiar. Más tarde gane su Ed.D. en sociología por la Universidad de Boston en 1958.

## Carrera académica
En 1973 fue profesora y presidenta del Departamento de Administración Doméstica en la Universidad de Rhode Island. Fue promovida a decana de la Universidad de Economía Doméstica en aquella universidad, retirándose en 1979.
Publicó numerosos artículos y coautora de textos clave en economía doméstica.

## Activismo ambiental y de derechos de las mujeres
Después de jubilarse, ella y su marido se reubicaron en Brunswick, Maine, en 1979. Allí fue activa en causas ambientales, presidiendo el Brunswick Comité de Reciclaje y promoviendo la recolección diferenciada puerta a puerta y recolección hogareña de residuos peligrosos.«Elizabeth Walbert Crandall». Portland Press Herald. 13 de noviembre de 2015. Consultado el 15 de junio de 2016.</ref>
También dedicó esfuerzos a las causas de las mujeres. Asumió funciones de liderazgo en la Asociación americana de Mujeres Universitarias en el estado, regional, y niveles nacionales.
Fue enlace estatal para el AAUW Legal Advocacy Fondo de 1993 a 1995, defendiendo casos de discriminación de género en institutos de aprendizaje más alto, y ocupó una silla legislativa para el AAUW y la Asociación de Economía Doméstica de Maine para combatir discriminación contra mujeres, minorías, gays, y lesbianas en albergar, crédito, ocupación, y servicios públicos.
Sirvió como presidenta del Brunswick capítulo de la Liga de Votantes de Mujeres y miembro de las Mujeres de Maine Lobby, la Organización Nacional para Mujeres, y la Asociación de Planificación Familiar de Maine.
Hizo lobbies en los niveles estatales y federales para programas de bienestar de mujeres y niños, así como programas de educación del padre y cuidado de niño escolar para padres adolescentes. También hizo campaña por la Enmienda de Derechos Igualitarios y se unió a la marcha de las primeras Mujeres a Washington.

## Premios y honores
Obtuvo en 1987 el Premio Presidencial dado por el Maine Gay/Lesbiano Alianza Política de Valor, Servicio e Integridad. Fue inducida en el Salón de la Fama de las Mujeres de Maine en 1996.

## Vida personal
Se casó con Robert Dalton Crandall en agosto de 1946. Después de mudarse a Brunswick, Maine en 1979,  devinieron miembros de la Iglesia St. Paul Episcopal en aquella ciudad. Crandall falleció en 1999. No tuvieron hijos.

### Textos
- Management for Modern Families. Appleton-Century-Crofts. 1954. Management for Modern Families. Appleton-Century-Crofts. 1954.  2.ª edición – 1963; 3.ª edición – 1973; 4.ª edición @– 1980 (con Irma Gross y Marjorie M. Knoll)[7]
- Home Management in Theory and Practice. F. S. Crofts. 1947. Home Management in Theory and Practice. F. S. Crofts. 1947.  (con Irma Gross)

### Selección de artículos
- "Exploraciones nuevas en Administración de Casa". «New Explorations in Home Management». Journal of Home Economics (American Home Economics Association) 52 (8): 637-642. mayo de 1960.
- "Intelectuales encima Prueba". «Intellectuals on Trial». Journal of Home Economics (American Home Economics Association) 52 (5): 331-335. mayo de 1960.
- "Administración de casa y una Teoría de Cambiar". «Home Management and a Theory of Changing». Journal of Home Economics (American Home Economics Association) 51 (5): 344-348. mayo de 1959.
- "Aspectos más nuevos de Administración de Casa". «Newer Aspects of Home Management». Journal of Home Economics (American Home Economics Association) 48 (8): 631-634. octubre de 1956.
- "La Familia Dirige Su Dinero". «The Family Manages Its Money». Journal of Home Economics (American Home Economics Association) 40 (10): 565-566. diciembre de 1948.